# Obidowa (wieś)
Obidowa – wieś w Polsce, położona w województwie małopolskim, w powiecie nowotarskim, w gminie Nowy Targ. W latach 1975–1998 miejscowość administracyjnie należała do województwa nowosądeckiego.

## Położenie
Obidowa znajduje się w Gorcach, w dolinie potoku Lepietnica. Zabudowania i pola miejscowości zajmują wąskie dno doliny Lepietnicy i jej zbocza, głównie bardziej łagodne nad prawym brzegiem. Część zabudowana wznosi się 710–850 m n.p.m., pola i łąki sięgają nawet 950 m n.p.m. Obidowa jest najwyżej położoną miejscowością w gminie oraz jedną z najwyżej położonych w Gorcach. W lasach otaczających miejscowość znajduje się wiele polan należących do Obidowej, m.in. są to: Nalewajki, Spalone, Gorzec, Kałużna, Rozdziele, Jaworzyna Obidowska, Jaworzynka, Fenikowa, Huziarkowa, Wesołowa, Szkodowa,
Chudobowa, Cichulowa, Bukowina, Rożnowa, Dermowa, Rusnakowa.

## Opis miejscowości
W czasie okupacji niemieckiej w latach 1942–1944 rejon działalności oddziałów partyzanckich Gwardii Ludowej i Armii Ludowej oraz sowieckich.

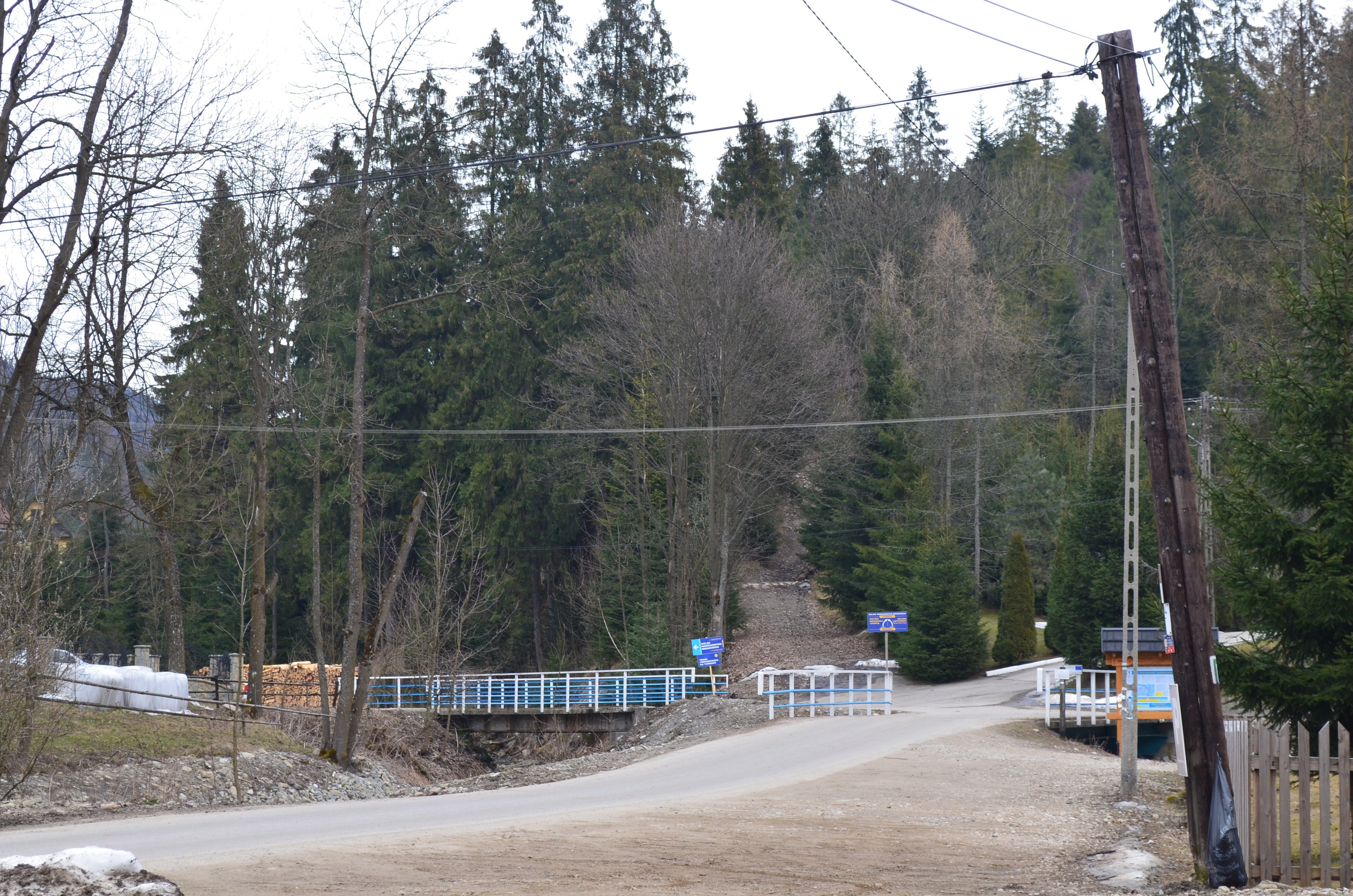
Obidowa